# 한국바이오안전성정보센터
한국바이오안전성정보센터는 유전자변형생물체의 국가간 이동 등에 관한 법률 제32조에 근거하여 지정, 운영되는 기관으로 다음에 해당하는 국내외 정보의 수집, 관리, 제공, 홍보 및 교류 확대를 위한 업무를 수행한다.

## 주요 업무
- 유전자변형생물체의 수출입등에 관한 정보
- 유전자변형생물체의 위해성평가 및 위해성심사에 관한 정보
- 유전자변형생물체 관련 법령 및 제도에 관한 정보
- 유전자변형생물체의 위해성에 대한 예방, 방지, 대응과 관련된 정보 및 그 조치에 관한 정보
- 유전자변형생물체의 연구개발 및 생산에 관한 일반적 정보
- 유전자변형생물체의 비의도적 또는 불법적 국가간 이동에 관한 정보
- 그 밖에 유전자변형생물체의 안전관리에 필요한 정보